# Acidithiobacillus
Acidithiobacillus es un género de proteobacteria. Los miembros de este género estuvieron clasificados en Thiobacillus, y fueron reclasificados en 2000.
- Acidithiobacillus ferrooxidans vive en depósitos de pirita, metabolizando hierro y azufre y produciendo ácido sulfúrico.
- Acidithiobacillus thiooxidans consume azufre y produce ácido sulfúrico. Fue descubierta debido a daños en cañerías de cloacas conteniendo ácido sulfhídrico.

Ambas especies de bacterias se usan en procesos mineros llamados bioprecipitación donde se extraen minerales más puros de sus gangas a través de la oxidación, donde las bacterias se usan como catalizadores.